# Sân bay Marondera
Sân bay Marondera (ICAO: FVMA) là một sân bay ở Marondera, Zimbabwe.